# Норонья, Франсиско
Франси́ско Норо́нья (исп. Francisco Noroña; около 1748 — 1788) — испанский ботаник и врач.

## Биография
Франсиско Норонья родился предположительно в 1748 году в городе Севилья на юге Испании. О его ранних годах ничего не известно.
Несколько лет врач Норонья провёл на филиппинском острове Лусон, где существенно расширил Королевский ботанический сад. В марте 1786 года он отправился на Яву для совершения ботанической экспедиции. Генерал-губернатор Виллем Арнольд Алтинг разрешил Норонье путешествовать по региону Прианган в сопровождении четырёх местных травников и голландского чертёжника. По прибытии в Бандунг в ноябре 1786 года Норонья поссорился с чертёжником и экспедиция была сорвана. В следующем году Норонья решил покинуть Ост-Индию и выкупил у Батавийского общества искусств и наук все свои рисунки и рукописи. В феврале 1787 года он отправился на Маврикий.
Франсиско заболел малярией и дизентерией, что не могло не сказаться на его характере. Во время путешествия на Маврикий у него сложились напряжённые отношения со французским капитаном корабля.
В начале 1788 года Франсиско Норонья скончался. Все его иллюстрации и рукописи были в 1791 году получены Коссиньи. Кроме иллюстраций растений и животных там был обширный гербарий и испанско-яванский словарь. Коссиньи затем переслал их Ж.-Ж. де Лабилльярдиеру.
На территории Королевского ботанического сада в Лусоне при поддержке Испании был установлен памятник Норонье.

## Некоторые научные статьи
- Noronha, F. (1790). Relatio plantarum javanesium. Verh. Batav. Genootsch. Kunst. Wet. 5(4): 1—28.
- Noronha, F. Icones plantarum javanicarum.

## Роды, названные в честь Ф. Нороньи
- Noronhia Stadtm. ex Thouars, 1806